# Danilson Córdoba
Danilson Córdoba, född 6 september 1986 i Quibdó i Colombia, är en colombiansk före detta fotbollsspelare.